# GZ Близнецов
GZ Близнецов (лат. GZ Geminorum) — двойная затменная переменная звезда типа Алголя (EA) в созвездии Близнецов на расстоянии приблизительно 2 707 световых лет (около 830 парсек) от Солнца. Видимая звёздная величина звезды — от +14,1m до +13,6m. Орбитальный период — около 0,6126 суток (14,7 часов).

## Характеристики
Первый компонент — жёлто-белая звезда спектрального класса F2, или A8. Радиус — около 2,5 солнечных, светимость — около 3,671 солнечных. Эффективная температура — около 5055 К.
Второй компонент — жёлтый субгигант спектрального класса G8IV.